# Pleuracanthus (kever)
Pleuracanthus is een geslacht van kevers uit de familie van de loopkevers (Carabidae). De wetenschappelijke naam van het geslacht is voor het eerst geldig gepubliceerd in 1832 door Gray.

## Soorten
Het geslacht Pleuracanthus omvat de volgende soorten:
- Pleuracanthus inca Reichardt, 1974
- Pleuracanthus psittacus Reichardt, 1974
- Pleuracanthus sulcipennis Gray, 1832
- Pleuracanthus tridens Reichardt, 1974